# امگانداپالی
امگانداپالی (به انگلیسی: Amgondapalli) یک منطقهٔ مسکونی در هند است که در تامیل نادو واقع شده‌است.